# Nari adalat
Les nari adalat (tribunaux de femmes) sont des structures de justice informelles en Inde, établies pour traiter les différends familiaux et les violences domestiques, en offrant un accès à la justice à des femmes souvent marginalisées par le système juridique traditionnel et étatique. Ces tribunaux sont principalement composés de femmes et fonctionnent sur une base communautaire, visant à fournir un espace sûr et équitable pour la résolution des conflits. 

## Historique et contexte
Les nari adalat ont émergé dans les années 1990, principalement dans l'État du Gujarat, en réponse aux lacunes des systèmes judiciaires formels pour traiter les questions de violences conjugales et d'injustice de genre. Ils sont issus du programme Mahila Samakhya, un programme d'éducation et d'autonomisation des femmes rurales, lancé par le gouvernement indien en 1988. Le but était de créer des forums locaux où les femmes pourraient se réunir, discuter de leurs problèmes et chercher des solutions collectives,.

## Fonctionnement et structure
Les nari adalat sont généralement constitués de membres de la communauté, principalement des femmes, qui sont formées aux aspects juridiques et à la médiation. Ces tribunaux se réunissent régulièrement pour entendre et résoudre des cas de violences domestiques, de disputes familiales, de questions de propriété et d'autres problèmes sociaux. Les décisions sont prises de manière collective, en s'efforçant de parvenir à des solutions acceptables pour toutes les parties impliquées.

## Objectifs
Les nari adalat sont conçus pour être plus accessibles et moins intimidants que les tribunaux traditionnels, permettant aux femmes de chercher justice sans craindre la stigmatisation ou les répercussions. En éduquant les femmes sur leurs droits et les lois, ces tribunaux aident à autonomiser les femmes et à promouvoir l'égalité de genre. En favorisant le dialogue et la médiation, les nari adalat cherchent à résoudre les conflits de manière pacifique et constructive, en évitant autant que possible les longues procédures judiciaires.

## Impact
Des études montrent que ces tribunaux ont traité des milliers de cas de violences domestiques et de disputes familiales, contribuant ainsi à la réduction de la violence et à l'amélioration du bien-être des femmes,.

## Critiques
Les critiques soulignent que ces tribunaux ne peuvent pas remplacer les systèmes judiciaires formels et que leurs décisions peuvent parfois manquer de légitimité juridique. De plus, il existe des préoccupations concernant la capacité de ces tribunaux à gérer des cas complexes nécessitant une expertise juridique approfondie.